# モッタ・カマストラ
モッタ・カマストラ（イタリア語: Motta Camastra）は、イタリア共和国シチリア州メッシーナ県にある、人口約800人の基礎自治体（コムーネ）。

## 地理

### 位置・広がり
メッシーナ県のコムーネ。県都メッシーナから南西へ47kmの距離にある。

#### 隣接コムーネ
隣接するコムーネは以下の通り。括弧内のCTはカターニア県所属を示す。
- アンティッロ
- カスティリオーネ・ディ・シチーリア (CT)
- フランカヴィッラ・ディ・シチーリア
- グラニーティ